# Honda City (1996)
La terza generazione di Honda City è una berlina compatta prodotta dalla casa automobilistica giapponese Honda dal 1996 al 2002. Realizzata per i mercati emergenti dell’area ASEAN, era derivata dalla Honda Civic.

## Storia
La terza serie della Honda City in realtà condivide solo la denominazione con i due predecessori. Debutta nel 1996 la vettura non è altro che una Honda Civic (EF) in versione low cost progettata per i mercati emergenti asiatici con soluzioni più economiche, estetica rivista e motorizzazioni dalle cilindrate più piccole rispetto alla Civic. Di conseguenza, il prezzo di listino era molto più basso. Nota con il nome in codice SX8 durante la fase progettuale, la City aveva gli stessi fanali anteriori e posteriori della Civic contemporanea ma un interno differente con molti elementi condivisi con il restante della produzione Honda ma con plastiche rigide e di qualità più bassa, i paraurti erano specifici e realizzati in tre pezzi per facilitarne l’assemblaggio nelle varie fabbriche in quanto venivano spediti dal Giappone.
Il telaio EF conservava la stessa architettura della Civic e le stesse sospensioni MacPherson all’anteriore e al posteriore ma il passo era accorciato, la gamma motori si componeva degli affidabili propulsori della famiglia D nelle cilindrate da 1.3 e 1.5 litri eroganti 95 e 105 cavalli. Il cambio era un manuale a 5 rapporti oppure un automatico a 4 rapporti. 
La produzione iniziò nel nuovo stabilimento ad Ayutthaya, in Tailandia, nell'aprile 1996 e oltre il 70% di componenti era prodotto localmente. La City segnò anche l'ingresso di Honda nel mercato indiano nel 1998 dove iniziò a essere prodotta localmente e divenne rapidamente un successo.
Successivamente venne assemblata anche in Indonesia, Malaysia, Pakistan, Filippine e Taiwan. 

### Restyling 2000

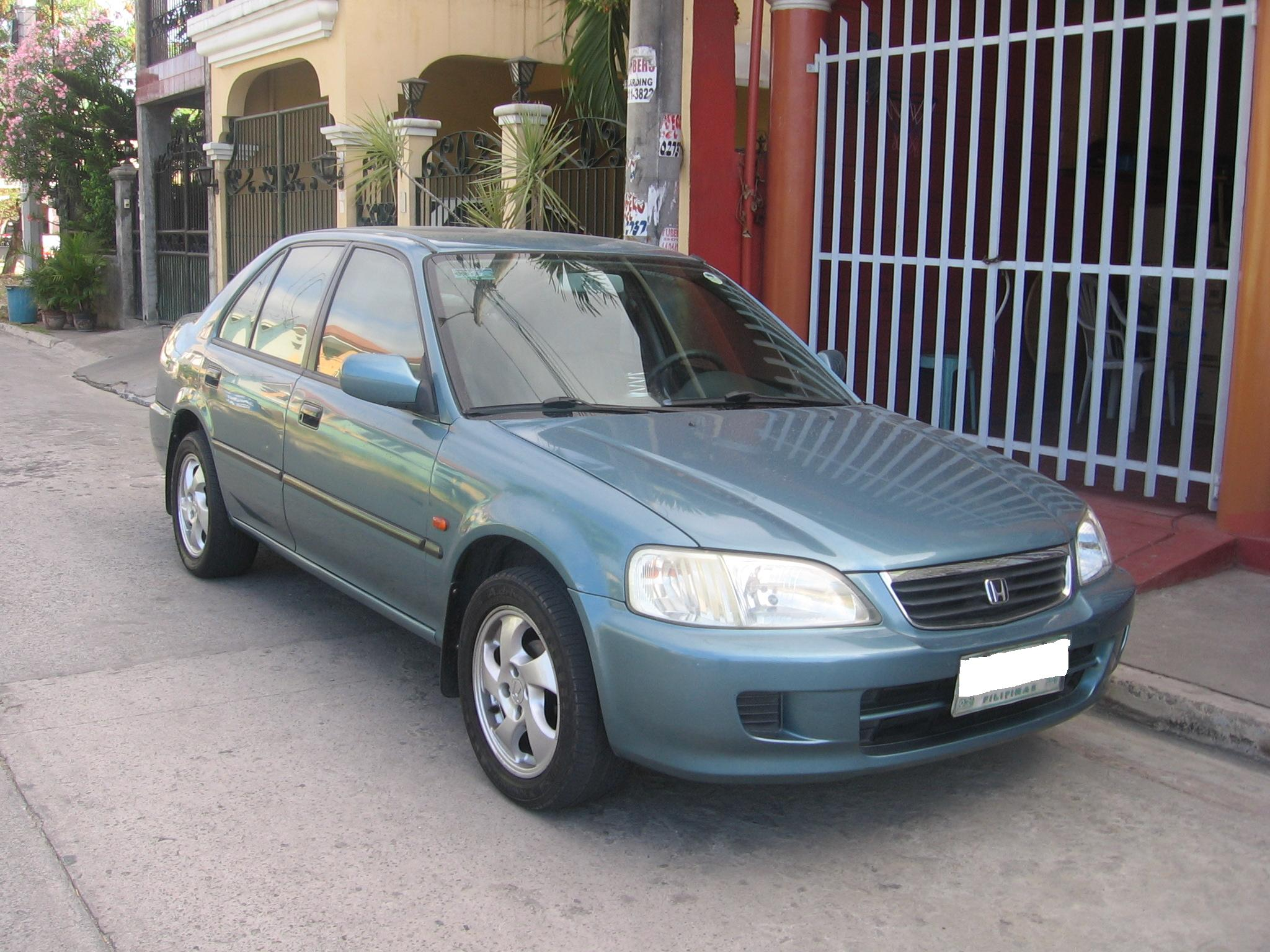
Honda City restyling 2000

Alla fine del 1999 è stato presentato un restyling e in molti mercati venne posta in vendita all'inizio del ribattezzata City Type-Z. Vennero cambiati i fanali anteriori e posteriori ora in un unico pezzo (simili a quelli della Accord) e vennero aggiornati gli interni con plastiche di qualità migliore e nuovo volante a quattro razze e inserti in finto alluminio nella plancia, inoltre debuttarono nuovi paraurti realizzati in un pezzo singolo sia anteriori che posteriori. Nel 2001 la gamma motori si arricchì del propulsore Honda VTEC da 1,5 litri quattro cilindri da 115 cavalli che affiancò gli altri due motori 1.3 e 1.5.
Nel 2002 esce di produzione sostituita dalla nuova generazione derivata dalla Honda Jazz con una carrozzeria molto più sviluppata in altezza (essendo la Jazz una piccola monovolume).